# Діти його сестри
Діти його сестри (англ. His Sister's Kids) — американська короткометражна кінокомедія Джорджа Ніколса 1913 року з Роско Арбаклом в головній ролі.

## У ролях
- Роско «Товстун» Арбакл — лікар Дж. Джейкобс
- Мінта Дарфі — сестра лікаря
- Форд Стерлінг — шериф
- Джек Вайт — племінник
- Гордон Гріффіт — племінник
- Вірджинія Кертлі — глядач
- Генк Манн — поліцейський
- Аль Ст. Джон — поліцейський